# R&B Transmogrification
R&B Transmogrification — второй студийный альбом американской инди-рок группы Quasi из Портленда (штат Орегон). Он был выпущен 25 марта 1997 года на лейбле Up Records. В группе играют бывшие супруги Сэмуель Кумс (вокал, гитара, клавишные, бас) и Джанет Вайсс (вокал и ударные, из группы Sleater-Kinney).

## Отзывы
| Оценки критиков  | Оценки критиков |
| Источник         | Оценка          |
| ---------------- | --------------- |
| AllMusic         | [ 4 ]           |
| Pitchfork Media  | 7.8/10          |
| Record Collector | [ 5 ]           |

Альбом получил положительные отзывы музыкальных критиков. Ли Зукор из AllMusic отметил, что «Их второй диск, R&B Transmogrification, наполнен жемчужинами инди-попа, погребенными под слоями текстурированного звука, что заставляет вспомнить о лучших работах коллег по лейблу Up — Built to Spill. (Альбом) сочетает в себе ретро и гранж, что-то вроде Doors и Pavement. Лучше всего это удается песням, среди которых „Ballad of Mechanical Man“ (в которой в качестве жуткого и запоминающегося хука используется фраза „скоро мы все будем мертвы“) и „Birds Eyes View“ (написанная барабанщицей Джанет Вайсс из Sleater-Kinney), напоминающая о творчестве Magnetic Fields и Брайана Ино». Record Collector написал, что альбом «умный с самого начала; между их сильно искаженным роксихордом (вид электронной клавиатуры, сделанной, чтобы приблизить звук клавесина) и лирикой, которая рассказывает о худшем виде сердечной боли, есть своего рода коммерческая жизнеспособность без продажи души этих песен». Trouser Press считал, что «образная музыка включает в себя все, чего не хватает коммерческой поп-музыке: дух первопроходца на тонущем корабле, нарушения цивилизованного вкуса и невротические осуждения».

## Список композиций
1. «Ghost Dreaming» — 3:24
2. «Ballad of Mechanical Man» — 3:13
3. «In the First Place» — 4:02
4. «Bird’s Eye View» — 3:23
5. «Two-Faced» — 2:53
6. «Ghost vs. Vampire» — 3:26
7. «R&B Transmogrification» — 2:29
8. «When I’m Dead» — 2:20
9. «Sugar» — 5:27
10. «My Coffin» — 3:59
11. «Mama, Papa, Baby» — 2:59
12. «Chocolate Rabbit» — 3:24
13. «Iron Worm» — 3:18
14. «Clouds» — 2:52